# Torre di Roccabruna
La Torre di Roccabruna si trova alla Croce del Travaglio a Siena, tra il vicolo di San Pietro e via Banchi di Sotto.

## Storia e descrizione
La torre Bruna o di Rocca Bruna era un tempo tra le più alte della città, che rivaleggiava con la torre del Mangia, situata poco lontano in piazza del Campo. Come gran parte delle torri senesi venne scapitozzata nel Cinquecento. Appartenne Maconi, ai Biringucci e ai Tommasi, poi al nobile Mino Campioni dai primi del Settecento, e infine passò ai Sansedoni, proprietari del vicino palazzo. Sull'origine del nome della torre si sono fatte varie ipotesi: una riguarda un possibile antico nome della vallata di Montone, come valle Selvata Bruna. Antiche leggende favoleggiano collegamenti sotterranei con Castelvecchio, Castel Montone e Camollia, che sarebbero stati coperti nel tempo con calcinacci e scarti edilizi.
Il paramento sulla Croce del Travaglio è interamente in pietra, grigia, con un coronamento merlato, apposto dopo l'accorciamento.